# 佐野川 (山梨県)
佐野川（さのがわ）は、山梨県南巨摩郡南部町を流れる一級河川富士川水系の支流である。南部町上佐野付近を水源とし、一旦は天子湖に流入、その後南側の柿元ダムから再び流れ、最終的には柿元、下佐野、井出、十島、城山などを経由して、西行付近で富士川に注ぐ、地図で確認すると山梨県内で南から3番目に位置する。

## 施設
- 柿元ダム（天子湖）
- 富士川第一発電所

## 付近
- 天子山地（天守山地）
- 佐野川温泉
- JR東海身延線十島駅
- JR東海身延線井出駅
- 山梨県道10号線

## 環境
ダムが建設された佐野川渓谷の付近は古くから自然豊かで秋には紅葉が美しい、また本流である富士川に比べ、魚類が多く生息し、鮎やヤマメが見受けられる。上流には上佐野キャンプ場や天子山地（天守山地）への登山口がある。

## この川に架かる橋梁、付近のトンネル
- 十島枯下橋
- 佐野川橋
- 城山トンネル